# Desechabilidad masculina
La desechabilidad masculina o prescindibilidad masculina, es la idea de que la sociedad en su conjunto puede sobrellevar mejor la pérdida de un varón que la de una mujer en términos reproductivos y de supervivencia a largo plazo. Desde la década de 1970, los antropólogos han utilizado el concepto para estudiar cuestiones como la poligamia, la matrilinealidad y la división del trabajo según el rol de género.
El concepto surge de la idea de que, desde el punto de vista de la reproductividad, un macho puede ser capaz de fecundar o engendrar descendencia con muchas hembras. En los seres humanos, esto significaría que una población con muchas mujeres reproductoras y pocos hombres reproductores podría crecer más fácilmente que una población con muchos hombres reproductores y pocas mujeres reproductoras.

## Origen
Según Carol Mukhopadhyay y Patricia Higgins, el concepto de desechabilidad masculina fue descrito por primera vez por su colega antropóloga Ernestine Friedl en 1975, aunque no le dio un nombre particular. Friedl señaló que la mayoría de los grupos de cazadores-recolectores y horticultores que había estudiado para su libro, Mujeres y hombres: la visión de un antropólogo, asignaban las tareas de caza y guerra a los hombres, empleando a las mujeres muy escasamente o no empleaban en absoluto. Ella planteó la hipótesis de que esto podría deberse a que la caza y la guerra requerían que los hombres estuvieran fuera de casa durante períodos largos e impredecibles, lo que no era compatible con el cuidado de niños pequeños en el que muchas mujeres estaban muy ocupadas y podría deberse a que se necesitarían menos hombres para reponer la población, dado que las mujeres en las sociedades hortícolas estaban limitadas a aproximadamente un niño cada tres años.

## Descripción general
La idea de la desechabilidad masculina en los seres humanos se deriva de la suposición de que las diferencias biológicas en los roles de los sexos en la procreación se traducen en diferencias sociales en el nivel de riesgo corporal considerado apropiado para hombres y mujeres. En la reproducción humana, se requiere mucho menos tiempo y energía para que un hombre produzca esperma y semen y complete la relación sexual que para que una mujer complete el embarazo y el parto. Toma la idea de que uno o unos pocos hombres podrían, por lo tanto, engendrar hijos con muchas mujeres de modo que una población dada aún podría crecer si tuviera muchas mujeres en edad fértil y solo unos pocos hombres, pero no al revés. La antropóloga Ernestine Friedl citó específicamente las bajas tasas promedio de reproducción de las mujeres en las sociedades de cazadores-recolectores y horticultores existentes de la década de 1970 (un hijo cada tres años) como una razón por la que esto podría ser importante.
Los antropólogos señalan que «la mayoría de las sociedades en el registro etnográfico» permiten la poligamia, en la que un hombre puede tener más de una pareja femenina pero una mujer no puede (o al menos no se le anima) a tener más de una pareja masculina. En el modelo de desechabilidad masculina, por lo tanto, tiene sentido que las sociedades asignen los trabajos más peligrosos a los hombres en lugar de a las mujeres. Los antropólogos han utilizado la idea de la prescindibilidad masculina para estudiar temas como la poligamia, la matrilinealidad y la división del trabajo por género.
El marco cognitivo patriarcal asigna a la mujer el papel de objeto sexual y al varón el papel de objeto de violencia, siendo la desechabilidad masculina el corolario de la cosificación sexual femenina, como ha redactado Ivana Milojević. Esta forma de desechabilidad masculina incluye la expectativa social de que los hombres intervengan para defender a otros del peligro, trabajen en los trabajos más peligrosos y se arriesguen a morir o a sufrir lesiones graves al hacerlo.

## Teoría y concepto
Warren Farrell en su libro El Mito del poder masculino aborda el tema y afirma que tanto conservadores como liberales refuerzan la idea de proteger a la mujer a costa de prescindir de la vida de los varones.
El psicólogo social Roy Baumeister sostiene que es común dentro de las culturas que los trabajos más peligrosos (construcción, camioneros, bomberos y miembros de las fuerzas armadas) estén dominados por los hombres; las muertes relacionadas con el trabajo son más altas en esas ocupaciones. Baumeister también señala que algunos estudios genéticos indican que, en tiempos prehistóricos, más hombres que mujeres vivían y morían sin reproducirse nunca. «Sería chocante si estas probabilidades reproductivas tan diferentes para hombres y mujeres no produjeran algunas diferencias de personalidad», dijo en un discurso. El autor concluye en su libro: "«La mayoría de las culturas ven a los hombres individuales como más prescindibles que las mujeres individuales».
Walter Block argumenta en su libro The Case for Discrimination que la desechabilidad masculina es el resultado de que las mujeres sean el pilar de la capacidad reproductiva de la población.

## Ejemplos
El sociólogo noruego Øystein Gullvåg Holter argumentó que la creencia del Gobierno Ruso en la desechabilidad masculina ocasionó retrasos, al buscar ayuda internacional durante el naufragio del submarino K-141 Kursk en el que se perdió una tripulación exclusivamente masculina. Consideró que, si en cambio hubieran muerto 118 mujeres, las alarmas respecto a la discriminación contra las mujeres probablemente se habrían disparado alrededor del mundo. También agregó que los hombres sanos eran vistos como un objetivo más legítimo durante las guerras de Bosnia, Kosovo, Timor, Ruanda y Chechenia y que todas cumplen con el patrón de separar mujeres y niños de varones para matar exclusivamente a estos últimos. El historiador Daniel Jiménez en su libro Deshumanizando al varón explora ampliamente el concepto de «desechabilidad masculina». Da como ejemplos la Primera Guerra Mundial o la Guerra de Afganistán, donde se ha usado la imagen de la damisela en apuros.
Uno de los más amplios ejemplos de la desechabilidad masculina es la frase «mujeres y niños primero», también conocida en menor medida como «Birkenhead Drill». Un código de conducta por el que se debía salvar primero la vida de las mujeres y los niños en una situación de peligro de muerte, normalmente abandonando el barco, cuando los recursos de supervivencia (como los botes salvavidas) eran limitados. Sin embargo, dicha frase no responde ni tiene ninguna base en el derecho marítimo e incluso en la actualidad puede considerarse como sexista.
Películas como No eran imprescindibles o The Expendables tratan a menudo sobre equipos enteramente masculinos. Michael D. Clark señala que Adolf Hitler consideraba a los hombres gays prescindibles a través de los campos de concentración nazis y los experimentos médicos nazis.